# Олег Моравский

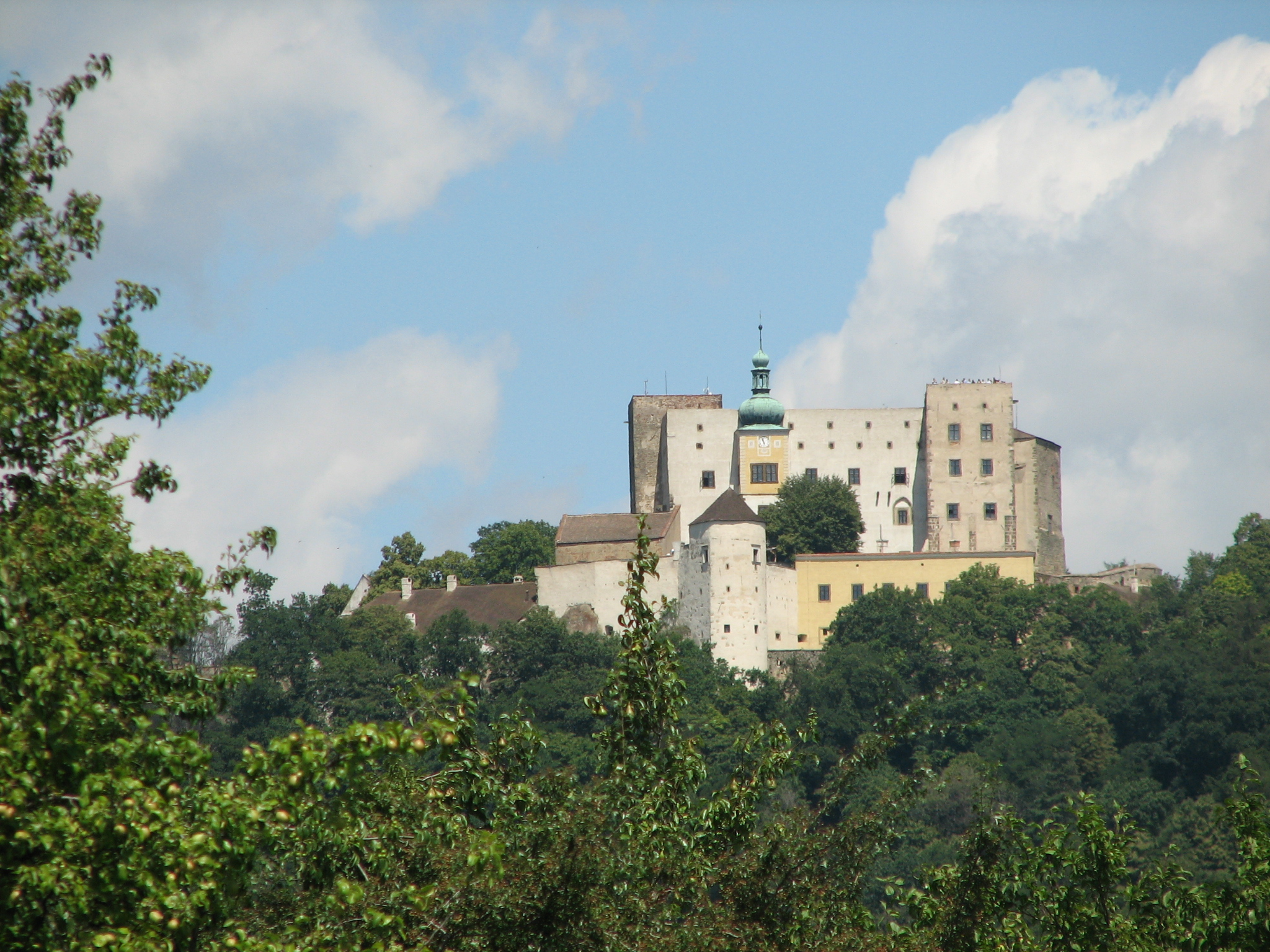
Одна из резиденций моравских Жеротиных — Бухловский замок

Олег Моравский — легендарный русский князь, правивший в Моравии с 940 по 949 годы. С XVI века от него выводили свою родословную представители древнего моравского рода графов Жеротинских.
Существование князя Олега в истории Моравии в период поглощения её Чешским королевством не является общепризнанным. Сведения о происхождении и деятельности Олега исходят из польско-чешских источников на рубеже XVI—XVII веков и связаны с доказательством древности рода Жеротинов в Моравии.

## Происхождение Олега
В 1593 году вышел исторический труд Бартоломея Папроцкого «Zrdcadlo slavneho Morawskeho», в котором Олег Моравский (Колег) назван сыном Олега Святославича (сын Колги) и племянником киевского князя Ярополка Святославича (972—978). В результате междоусобицы князь Олег бежал в Моравию, где основал род Жеротинов. Начало рода Папроцкий отнёс к 861 году — дате, близкой к призванию варягов на Русь (862 год) или началу династии Рюриковичей. О событиях древнерусской истории Папроцкий мог узнать из сочинения Сигизмунда Герберштейна, издавшего в 1549 году «Записки о Московитских делах». Папроцкий сообщает интересную деталь, что Олег имел прозвище «враг» и прозвание всего его рода «враговский», откуда легко уловить древнерусское «варяг, от рода варяжского».
Более полные сведения о русском князе Олеге содержались в генеалогическом труде «De origine baronum a Zierotin» (ок. 1620 года), написанном под заказ Жеротинских чешским писателем и педагогом Яном Амосом Коменским, который имел в распоряжении некую древнюю рукопись. Содержание его труда известно по пересказу чешским историком Томашем Пешиной в сочинении на латинском «Mars Moravicus» (1677 год). Томаш Пешина сообщает:

Испытывая отвращение вследствие братоубийства, совершенного Болеславом, Моравия совсем отделилась от Богемской империи, чтобы как и прежде иметь собственного князя, которым стал князь из рода русских князей, по имени Олег (Olgo), племянник Ярополка (Jaropolci), киевского князя, или Ольги брат, которая была женой Игоря (Jori), отца Ярополка.— 
Западнославянские средневековые историки плохо ориентировались в княжеской генеалогии Киевской Руси. Из двух версий родственных отношений Олега, изложенных Пешиной, следует выбрать вторую, чтобы установить хронологическое соответствие по времени его деятельности. Олег назван братом княгини Ольги. Если бы он был племянником Ярополка, то не мог бы бежать в Моравию ещё до рождения Святослава, отца Ярополка.
В таком случае выражение Папроцкого «Колег, сын Колги» порождает версию о Вещем Олеге как отце Олега Моравского. Эта гипотеза не поддерживается многими историками, но существует как вероятное предположение и использовалась в любительских исторических реконструкциях. Кроме того, передача отцом своего имени сыну противоречила бы древнерусским и скандинавским семейным традициям, такие факты отмечены как редкие исключения.

## Князь Моравии
По рассказу Томаша Пешины, Олег стал князем Моравии в 940 году. Моравия, населённая славянским племенем моравов, в это время представляла собой лишь небольшую часть территории бывшего государства Великая Моравия, павшего в 906 году под натиском венгров. Венгры откочевали в Паннонию из северного Причерноморья под давлением печенегов. Распад Великой Моравии начался ещё до вторжения венгров: Чехия откололась в 895 году при последнем известном моравском правителе Моймире II, и о территориальных границах Моравии в составе Чешского княжества ничего не известно. О борьбе моравов в 940-х годах с венграми также нет сведений за исключением рассказа Томаша Пешины.
Олег получал помощь от князя западных полян Земомысла с севера и своих родственников из Руси. После нескольких лет борьбы венгры захватили столицу Моравии, Велеград. В одном из сражений при Брюнне в 949 году венгры обратились в притворное бегство, выманив войско Олега на засаду, а затем полностью разбили его. С уцелевшими воинами Олег ушёл к Земомыслу, там же, по сообщению Пешины, он окончил свои дни.
Более поздний польский писатель Стредовский (Стржедовский) сообщает о возвращении Олега на Русь перед смертью в 967 году:

«В год 967. Олег, последний король Моравии, некогда ставший изгнанником в России, сломленный возрастом и заботами, там же окончил свои дни…»— 

## Историография по Олегу Моравскому
Источники по истории Олега, последнего короля Моравии, остались неизвестны. Бартош Папроцкий ссылался на польские анналы, Ян Амос Коменский мог получить древнюю моравскую рукопись из архивов Жеротинов. Так как древнерусская генеалогия изложена крайне путано, историки уверенно предполагают местное чешско-польское происхождение источника.

## Комментарии
1. ↑  Польский историк XVIII века Христиан Феофил фон Фризе выдвигал версию, что Олег был сыном Вещего Олега и после смерти последнего был вынужден покинуть Русь из-за преследования князем Игорем.
2. ↑  Столица Моравии Велеград известна прежде всего тем, что там был похоронен славянский просветитель Мефодий. Местонахождение Велеграда точно не установлено.